# British Comedy Awards 2006

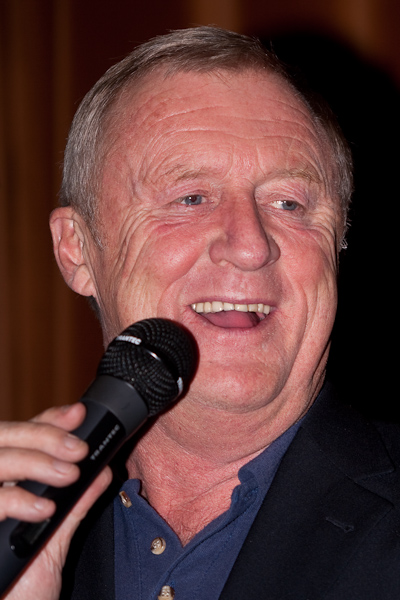
Chris Tarrant, nagroda za całokształt twórczości

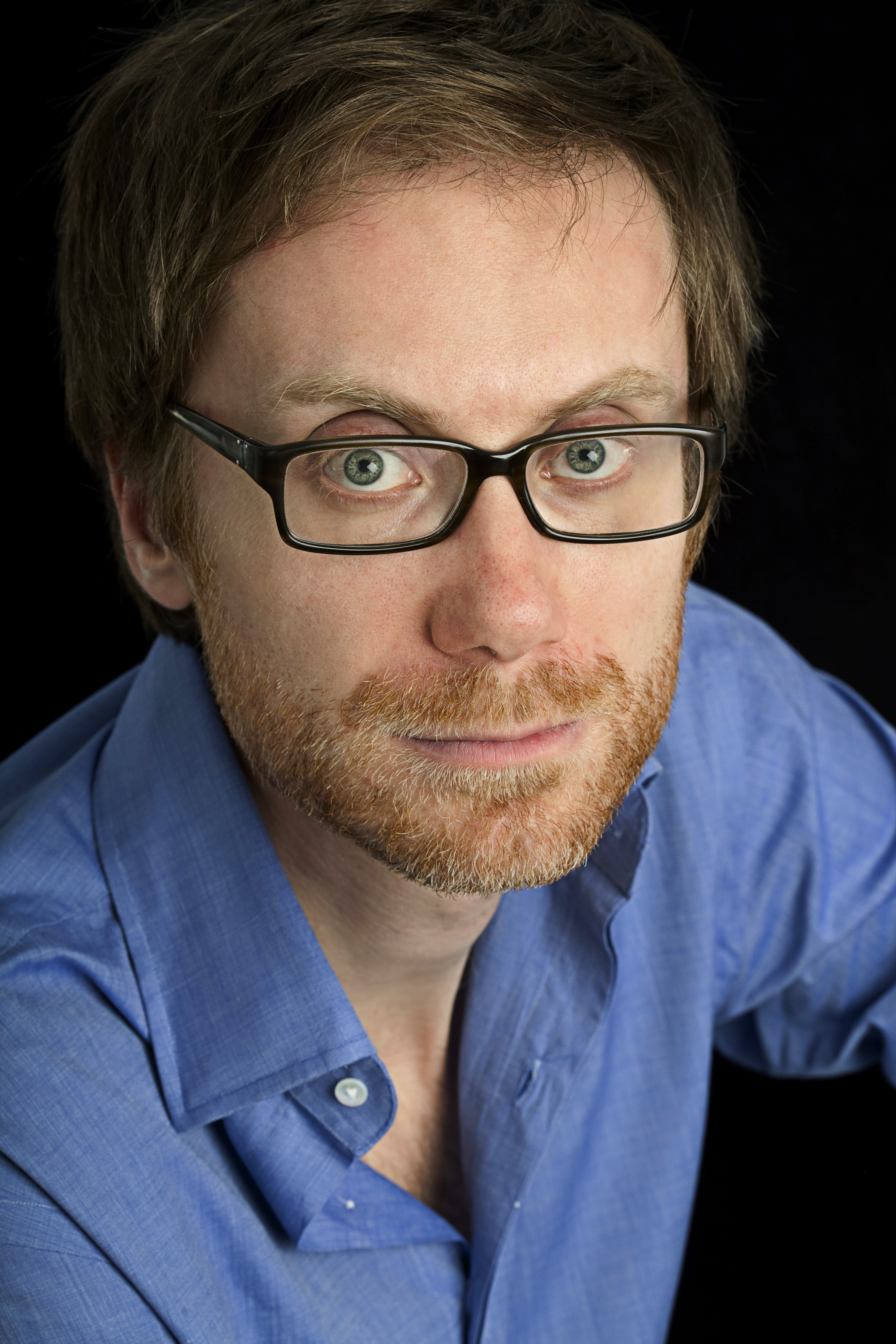
Stephen Merchant, najlepszy telewizyjny aktor komediowy

British Comedy Awards 2006 – siedemnasta edycja British Comedy Awards, zorganizowana w 2006 roku. Grudniową ceremonię rozdania poprowadził tradycyjnie Jonathan Ross, którym tym razem wystąpił na gali również jako jeden z laureatów. 

## Lista laureatów
- Najlepszy telewizyjny aktor komediowy: Stephen Merchant
- Najlepsza telewizyjna aktorka komediowa: Catherine Tate
- Najlepsza osobowość w komedii i rozrywce: Harry Hill
- Najlepszy program komediowo-rozrywkowy: Harry Hill's TV Burp
- Najlepszy kobiecy debiut komediowy: Charlotte Church
- Najlepszy męski debiut komediowy: Russell Brand
- Najlepsza nowa komedia telewizyjna: Star Stories
- Najlepsza komedia telewizyjna: Peep Show
- Najlepszy zagraniczny serial komediowy: Wszyscy nienawidzą Chrisa
- Najlepsza komedia filmowa: Wallace i Gromit: Klątwa królika
- Najlepsza komedia sceniczna: Mała Brytania (wersja sceniczna)
- Najlepszy stand-up: Jimmy Carr
- Nagroda publiczności: Ant & Dec's Saturday Night Takeaway
- Nagroda Brytyjskiej Gildii Scenarzystów: Sacha Baron Cohen, Dan Mazer, Anthony Hines, Peter Baynham
- Nagroda Specjalna Brytyjskiej Gildii Scenarzystów: Jonathan Ross
- Nagroda za całokształt twórczości telewizyjnej: Chris Tarrant